# 索利安
| 星际旅行中主要的种族与势力              |
| --------------------------------------- |
| 星際聯邦 · 人类 · 瓦肯人 · 安多利人     |
| 貝塔索人 · 波利安人 · 德诺布拉人        |
| 罗慕伦人 · 克林贡人 ·巴库人 · 索利安人  |
| 葛恩人 · 佛瑞吉人 · 博格人 · 卡松人     |
| 卡达西人 · 贝久人 · 楚尔人 · 希罗吉恩人 |
| 自治同盟 · 布林人 · 新地人 · 8472种族   |

索利安人（英語：Tholians）是《星际旅行》虚构宇宙中的非类人形态高级智能生物。他们科技先進、性格敏感拒外，以守時聞名。在的《黑暗的镜面》中，索利安人的真面目第一次出现。